# Журнал инженерной теплофизики
«Журнал инженерной теплофизики» (англ. Journal of Engineering Thermophysics) — научный журнал, посвящённый исследованиям в области теплофизики. Основан в 1991 году. Издаётся на английском языке. Редакция расположена в Советском районе Новосибирска. Издатель — Pleiades Publishing, Ltd.

## Описание
Журнал публикует статьи на английском языке, посвящённые исследованиям по теплофизике, которые велись на территории бывшего СССР, России, а также в других странах. Большое внимание уделяется теплофизическим проблемам в сфере развития энергосберегающих технологий, энергетики, охраны окружающей среды.
Научное издание охватывает такие области теплофизики как: физика плазмы, многофазное течение, тепло и массообмен, горение, конвекция, термогазодинамика, экологические проблемы теплоэнергетики, течения разреженных газов.

## Редакционная коллегия
Главные редакторы: А. Н. Павленко (Институт теплофизики СО РАН), R. K. Shah (Chairman Department of Mechanical Engineering, University of Kentucky).
Заместитель главного редактора: С. В. Алексеенко (Институт Теплофизики СО РАН).
Редактор-консультант: E. N. Ganic (Department of Mechanical Engineering, Сараевский университет).
Ответственный редактор: О. Н. Кашинский (Институт Теплофизики СО РАН).
Ответственный секретарь: И. В. Марчук (Институт Теплофизики СО РАН).
Редакторы: Л. А. Большов (Институт Проблем Сохранения Атомной Энергии, Россия), А. П. Бурдуков (Институт Теплофизики, СО РАН), G.P. Celata Institute of Thermal-Fluid Dynamics, Италия), T. Copeman (Air Products and Chemicals, Inc., США), J. M. Delhaye (Grenoble Nuclear Research Center, Франция), G. A. Dreitser (Moscow Institute of Aviation), П. И. Гешев (Институт Теплофизики СО РАН), Н. И. Григорьева (Институт Теплофизики СО РАН), J. Hartnett (The University of Illinois at Chicago, США), G. F. Hewitt (Imperial College of Science and Thechnology, Великобритания), В. В. Кузнецов (Институт Теплофизики СО РАН), Р. И. Нигматулин (Институт многофазовых систем СО РАН), С. А. Новопашин (Институт Теплофизики СО РАН), А. Н. Павленко (Институт Теплофизики СО РАН), М. Р. Предтеченский (Международный центр теплофизики и энергетики, Россия), А. К. Ребров (Институт Теплофизики СО РАН).